# ボガンデ
ボガンデ(フランス語：Bogandé)はブルキナファソの東部地方の中心都市。
グナグナ県の県都でもある。
2005年の人口は約0.9万人。

## 交通

### 空港
- ボガンデ空港（英語版）